# Science Advances
Science Advances est une revue scientifique multidisciplinaire évaluée par des pairs en accès libre créée au début de l'année 2015. C'est la quatrième revue publiée par l'American Association for the Advancement of Science, et la première qui est labellisée « gold open access », désignant les publications disponibles directement auprès de l'éditeur, et publiée en ligne uniquement. La revue couvre tous les domaines scientifiques, y compris les sciences de la vie, les sciences physiques, les sciences sociales, les sciences informatiques et les sciences de l'environnement.

## Histoire
La création de Science Advances a été annoncée en février 2014 et la revue a publié ses premiers articles début 2015. Au milieu de l'année 2018, le journal a publié l'un des facteurs d'impact les plus élevés de tous les journaux en libre accès. Au cours des trois premières années de sa vie, Science Advances a reçu près de 12 000 soumissions d'articles et elle en a publié près de 2000. En 2021, son taux d'acceptation était de 10.3%.

## Structure éditoriale
Les décisions éditoriales de Science Advances sont prises par le comité de rédaction, qui est entièrement composé de scientifiques travaillant avec l'aide d'évaluateurs externes. Le conseil est divisé en groupes éditoriaux, chacun dirigé par un rédacteur adjoint et composé d'un groupe de rédacteurs associés. Science Advances est le seul journal publié par l'Association américaine pour l'avancement des sciences dans lequel toutes les décisions éditoriales sont prises par des scientifiques. Le comité de rédaction est soutenu par un personnel professionnel à temps plein.

## Politiques d'accès libre
La revue publie tous les articles par défaut sous la licence Creative Commons (CC-BY-NC) non commerciale, et permet aux auteurs de payer des frais supplémentaires pour permettre la réutilisation commerciale. Lorsque le journal a été lancé, cette politique a été initialement critiquée par les défenseurs du libre accès.